# Be Free (森川美穂の曲)
「Be Free」（ビー・フリー）は森川美穂の8枚目のシングル。1988年4月6日にバップから発売された。

## 内容
- レギュラーラジオ番組『森川美穂の青春放送局』でリスナーに対して「何に対しても一歩踏み出せるきっかけになれば」という思いから制作された。
- 『HER-Best 1985-1989』のライナーノーツや番組内で本人が語っている。

## 収録曲
（編曲：山本健司）
1. Be Free [4:14]
作詞：麻生圭子　作曲：羽場仁志
2. FRIDAY Night Town [3:45]
作詞：森川美穂　作曲：小森田実　
  - ベルエクラCMソング

## 収録アルバム
- 1/2 Contrast (#1)
- Time-ize (#1)
- HER-Best 1985-1989 (#1)
- 1/2 Contrast+2 (#1,2)